# Họ Cá lầm
Họ Cá lầm (danh pháp khoa học: Dussumieriidae) là một họ cá trong bộ Cá trích (Clupeiformes). Một số tài liệu lại xếp họ này như một phân họ trong họ Clupeidae với danh pháp Dussumieriinae.

## Các chi
Họ này hiện có 2 chi:
- Dussumieria: 2 loài cá lầm.
- Etrumeus: 7 loài cá lầm mắt mỡ.